# Chlanificula
Chlanificula is een geslacht van weekdieren uit de klasse van de Gastropoda (slakken).

## Soort
- Chlanificula thielei Powell, 1958